# Магнаско, Стефано
Стефано Магнаско Галиндо (исп. Stefano Magnasco Galindo; 28 сентября 1992, Сантьяго, Чили) — чилийский футболист, защитник клуба «Универсидад Католика».

## Клубная карьера
Магнаско — воспитанник футбольной академии клуба «Универсидад Католика». 7 марта 2011 года в матче против «Палестино» он дебютировал в чемпионате Чили. В сентябре Стефано был на просмотре в английских «Болтон Уондерерс» и «Челси», но контракт ему так и не был предложен. В том же году он помог клубу выиграть Кубок Чили.
Летом 2012 года Стефано перешёл в нидерландский «Гронинген». Сумма трансфера составила 480 тыс. евро. 12 августа в матче против «Твенте» он дебютировал в Эредивизи. Магнаско был футболистом ротации и не всегда появлялся на поле с первых минут. Летом 2014 года он вернулся в «Универсидад Католика» за сумму, в два раза меньшую той, которую заплатил «Грониген».

## Достижения
«Универсидад Католика»
- Обладатель Кубка Чили — 2011